# Filo (district)
Pour les articles homonymes, voir Filo.
Filo est l'un des districts de la sous-préfecture de Sarékaly , situé dans la préfecture de Télimélé en république de Guinée.

## Géographie

### Démographie
- En 2014, le district de Filo comptait 811 habitants selon les RGPH 2014[1].